# Пелам (селище, Нью-Йорк)
Пелам (англ. Pelham) — селище (англ. village) в США, в окрузі Вестчестер штату Нью-Йорк. Населення — 7326 осіб (2020).

## Географія
Пелам розташований за координатами 40°54′40″ пн. ш. 73°48′28″ зх. д. / 40.91111° пн. ш. 73.80778° зх. д. (40.911080, -73.807704).  За даними Бюро перепису населення США в 2010 році селище мало площу 2,16 км², з яких 2,15 км² — суходіл та 0,01 км² — водойми.

### Клімат
| Клімат : Пелам          | Клімат : Пелам | Клімат : Пелам | Клімат : Пелам | Клімат : Пелам | Клімат : Пелам | Клімат : Пелам | Клімат : Пелам | Клімат : Пелам | Клімат : Пелам | Клімат : Пелам | Клімат : Пелам | Клімат : Пелам | Клімат : Пелам |
| Показник                | Січ.           | Лют.           | Бер.           | Квіт.          | Трав.          | Черв.          | Лип.           | Серп.          | Вер.           | Жовт.          | Лист.          | Груд.          | Рік            |
| Абсолютний максимум, °C | 22,8           | 23,9           | 30,0           | 35,6           | 36,1           | 37,2           | 40,0           | 38,9           | 38,3           | 31,7           | 27,8           | 25,0           | 40,0           |
| Середній максимум, °C   | 4,0            | 6,1            | 10,8           | 17,0           | 23,2           | 27,6           | 30,0           | 28,8           | 24,5           | 18,6           | 12,8           | 6,6            | 17,5           |
| Середній мінімум, °C    | −6,6           | −5,4           | −1,6           | 3,6            | 8,4            | 13,8           | 16,8           | 16,0           | 11,7           | 5,1            | 1,4            | −3,6           | 5,0            |
| Абсолютний мінімум, °C  | −23,3          | −20,6          | −16,7          | −8,3           | −1,7           | 3,3            | 9,4            | 6,7            | 1,1            | −2,8           | −11,1          | −20            | −23,3          |
| Норма опадів, мм        | 90             | 72             | 103            | 106            | 110            | 87             | 107            | 100            | 111            | 93             | 104            | 97             | 1180           |
| Днів з дощем            | 8,5            | 8,1            | 9,3            | 9,8            | 10,9           | 9,3            | 9,0            | 8,7            | 7,6            | 6,7            | 9,2            | 9,4            | 113,4          |
| ----------------------- | -------------- | -------------- | -------------- | -------------- | -------------- | -------------- | -------------- | -------------- | -------------- | -------------- | -------------- | -------------- | -------------- |
| Джерело: Weatherbase    |                |                |                |                |                |                |                |                |                |                |                |                |                |

## Демографія
Згідно з переписом 2010 року, у селищі мешкало 6910 осіб у 2390 домогосподарствах у складі 1856 родин. Густота населення становила 3200 осіб/км².  Було 2558 помешкань (1185/км²).
Расовий склад населення:
| - 76,9 % — білих - 9,5 % — чорних або афроамериканців - 6,0 % — азіатів - 0,1 % — вихідців з тихоокеанських островів - 0,1 % — корінних американців - 3,8 % — осіб інших рас |

До двох чи більше рас належало 3,5 %. Частка іспаномовних становила 12,3 % від усіх жителів.
За віковим діапазоном населення розподілялося таким чином: 29,4 % — особи молодші 18 років, 59,1 % — особи у віці 18—64 років, 11,5 % — особи у віці 65 років та старші. Медіана віку мешканця становила 39,1 року. На 100 осіб жіночої статі у селищі припадало 95,8 чоловіків;  на 100 жінок у віці від 18 років та старших — 90,0 чоловіків також старших 18 років.
Середній дохід на одне домашнє господарство  становив 208 521 долар США (медіана — 123 672), а середній дохід на одну сім'ю — 238 261 долар (медіана — 150 446). Медіана доходів становила 86 394 долари для чоловіків та 73 958 доларів для жінок. За межею бідності перебувало 2,9 % осіб, у тому числі 2,2 % дітей у віці до 18 років та 1,0 % осіб у віці 65 років та старших.
Цивільне працевлаштоване населення становило 3493 особи. Основні галузі зайнятості: освіта, охорона здоров'я та соціальна допомога — 29,7 %, науковці, спеціалісти, менеджери — 14,6 %, фінанси, страхування та нерухомість — 14,3 %.